# Cryptobatrachus boulengeri
Espèce
Statut de conservation UICN

 VU B1ab(iii) : Vulnérable
Cryptobatrachus boulengeri est une espèce d'amphibiens de la famille des Hemiphractidae.

## Répartition
Cette espèce est endémique du département de Magdalena en Colombie. Elle se rencontre de 1 230 à 2 700 m sur le versant Nord de la Sierra Nevada de Santa Marta.

## Description
L'holotype mesure 34 mm.

## Étymologie
Cette espèce est nommée en l'honneur de George Albert Boulenger.

## Publication originale
- Ruthven, 1916 : A new genus and species of amphibian of the family Cystignathidae. Occasional papers of the Museum of Zoology University of Michigan, no 33, p. 1-6 (texte intégral).